# Mokhtar Kechamli
Mokhtar Kechamli (en arabe : مختار كشاملي), né le 2 novembre 1962 à Oran (Algérie) et mort le 5 juillet 2019 dans la wilaya de Boumerdès, est un joueur de football international algérien, qui évoluait au poste de défenseur.
Il compte 10 sélections en équipe nationale entre 1985 et 1988.

## Biographie

### Carrière en sélection
Avec l'équipe d'Algérie, il dispute 10 matchs (pour aucun but inscrit) entre 1985 et 1988. Il figure notamment dans le groupe des 23 joueurs lors des CAN de 1986 et 1988.
- Vainqueur de la Coupe de l'independance d'Indonésie - Jakarta 1986

## Palmarès
| ASM Oran - Coupe d'Algérie : - Finaliste : 1980-81 et 1982-83. |  | MC Oran - Championnat d'Algérie (1) : - Champion : 1991-92. |